# Голубинци
Голубинци су насеље у општини Стара Пазова, у Сремском округу, у Србији. Према попису из 2022. било је 4175 становника.
Овде се налазе Амбар са котобањом, Пазовачка 46 Голубинци, Амбар са котобањом, Пазовачка 42 Голубинци и Српска православна црква Ваведења у Голубинцима.

## Дворац Шлос
У насељу се налази дворац Шлос у коме је живела Жанет д'Хонтар (1770), прва љубав Лудвига ван Бетовена. Жанет се у овај дворац преселила након удаје за племића и гардијског капетана Карла фон Грета. Бетовенов музеј у Бону чува Жанетино љубавно писмо Бетовену са детаљним нацртом пута до Голубинаца и изгледом дворца Шлос, а на основу кога се претпоставља да је Бетовен бар једном долазио у посету. Током 1813. овде је боравио и Карађорђе.
У овом селу снимано је неколико епизода популарне серије Убице Мог Оца.

## Демографија
У насељу Голубинци живи 4075 пунолетних становника, а просечна старост становништва износи 40,4 година (38,6 код мушкараца и 42,0 код жена). У насељу има 1583 домаћинства, а просечан број чланова по домаћинству је 3,24.
Ово насеље је углавном насељено Србима (према попису из 2002. године).
|             | \| Демографија[3] \| Демографија[3] \| Демографија[3] \| \| Година \| Становника \| Становника \| \| -------------- \| -------------- \| -------------- \| \| 1948. \| 4.724 \| \| \| 1953. \| 4.763 \| \| \| 1961. \| 4.828 \| \| \| 1971. \| 4.741 \| \| \| 1981. \| 4.510 \| \| \| 1991. \| 4.497 \| 4.297 \| \| 2002. \| 5.129 \| 5.223 \| \| 2011. \| 4.721 \| \| |            |
| Демографија | |            |
| Година      | Становника | Становника |
| 1948.       | 4.724 |            |
| 1953.       | 4.763 |            |
| 1961.       | 4.828 |            |
| 1971.       | 4.741 |            |
| 1981.       | 4.510 |            |
| 1991.       | 4.497 | 4.297      |
| 2002.       | 5.129 | 5.223      |
| 2011.       | 4.721 |            |

| Етнички састав према попису из 2002.‍ | Етнички састав према попису из 2002.‍ | Етнички састав према попису из 2002.‍ | Етнички састав према попису из 2002.‍ | Етнички састав према попису из 2002.‍ |
| ------------------------------------ | ------------------------------------ | ------------------------------------ | ------------------------------------ | ------------------------------------ |
|                                      |                                      |                                      |                                      |                                      |
| Срби                                 | Срби                                 |                                      | 3.878                                | 75,60%                               |
| Хрвати                               | Хрвати                               |                                      | 799                                  | 15,57%                               |
| Роми                                 | Роми                                 |                                      | 152                                  | 2,96%                                |
| Југословени                          | Југословени                          |                                      | 59                                   | 1,15%                                |
| Словаци                              | Словаци                              |                                      | 22                                   | 0,42%                                |
| Мађари                               | Мађари                               |                                      | 9                                    | 0,17%                                |
| Македонци                            | Македонци                            |                                      | 9                                    | 0,17%                                |
| Црногорци                            | Црногорци                            |                                      | 5                                    | 0,09%                                |
| Муслимани                            | Муслимани                            |                                      | 5                                    | 0,09%                                |
| Украјинци                            | Украјинци                            |                                      | 3                                    | 0,05%                                |
| Руси                                 | Руси                                 |                                      | 1                                    | 0,01%                                |
| Бошњаци                              | Бошњаци                              |                                      | 1                                    | 0,01%                                |
| непознато                            | непознато                            |                                      | 116                                  | 2,26%                                |

| Година пописа     | 1948. | 1953. | 1961. | 1971. | 1981. | 1991. | 2002. |
| ----------------- | ----- | ----- | ----- | ----- | ----- | ----- | ----- |
| Број домаћинстава | 1.137 | 1.232 | 1.361 | 1.398 | 1.381 | 1.372 | 1.583 |

| Број чланова      | 1   | 2   | 3   | 4   | 5   | 6   | 7  | 8 | 9 | 10 и више | Просек |
| ----------------- | --- | --- | --- | --- | --- | --- | -- | - | - | --------- | ------ |
| Број домаћинстава | 262 | 352 | 275 | 347 | 199 | 100 | 35 | 9 | 2 | 2         | 3,24   |

| Пол    | Укупно | Неожењен/Неудата | Ожењен/Удата | Удовац/Удовица | Разведен/Разведена | Непознато |
| ------ | ------ | ---------------- | ------------ | -------------- | ------------------ | --------- |
| Мушки  | 2.079  | 631              | 1.289        | 100            | 55                 | 4         |
| Женски | 2.234  | 404              | 1.306        | 456            | 60                 | 8         |
| УКУПНО | 4.313  | 1.035            | 2.595        | 556            | 115                | 12        |

| Пол    | Укупно                    | Пољопривреда, лов и шумарство | Рибарство                            | Вађење руде и камена | Прерађивачка индустрија       |
| ------ | ------------------------- | ----------------------------- | ------------------------------------ | -------------------- | ----------------------------- |
| Мушки  | 1.041                     | 372                           | 0                                    | 5                    | 244                           |
| Женски | 539                       | 183                           | 0                                    | 4                    | 122                           |
| УКУПНО | 1.580                     | 555                           | 0                                    | 9                    | 366                           |
| Пол    | Производња и снабдевање   | Грађевинарство                | Трговина                             | Хотели и ресторани   | Саобраћај, складиштење и везе |
| Мушки  | 8                         | 54                            | 99                                   | 13                   | 65                            |
| Женски | 3                         | 5                             | 69                                   | 14                   | 5                             |
| УКУПНО | 11                        | 59                            | 168                                  | 27                   | 70                            |
| Пол    | Финансијско посредовање   | Некретнине                    | Државна управа и одбрана             | Образовање           | Здравствени и социјални рад   |
| Мушки  | 4                         | 11                            | 30                                   | 21                   | 9                             |
| Женски | 6                         | 10                            | 16                                   | 29                   | 40                            |
| УКУПНО | 10                        | 21                            | 46                                   | 50                   | 49                            |
| Пол    | Остале услужне активности | Приватна домаћинства          | Екстериторијалне организације и тела | Непознато            | Непознато                     |
| Мушки  | 16                        | 0                             | 0                                    | 90                   | 90                            |
| Женски | 11                        | 1                             | 0                                    | 21                   | 21                            |
| УКУПНО | 27                        | 1                             | 0                                    | 111                  | 111                           |